# Mario Krstovski
Mario Krstovski (in macedone Марио Крстовски?; Kočani, 3 aprile 1998) è un calciatore macedone, attaccante dell'İstanbulspor.

## Carriera

### Club
Il 3 novembre 2017 viene acquistato a titolo definitivo dalla squadra macedone dell'Brera Strumica.

## Palmarès

### Club

#### Competizioni nazionali
- Coppa di Macedonia: 1

Akademija Pandev: 2018-2019